# Busuanga (Palawan)
Busuanga ist eine philippinische Stadtgemeinde in der Provinz Palawan. Sie hat 22.046 Einwohner (Zensus 1. August 2015).
Die Stadtgemeinde Busuanga besteht aus dem westlichen Drittel der Insel Busuanga, die zu der Inselgruppe der Calamian-Inseln, zwischen Mindoro und der Insel Palawan, gehört. In der Gemeinde befindet sich ein Campus der Western Philippines University.
Auf dem Gebiet der Gemeinde liegt das Wildtierreservat Calauit Game Preserve and Wildlife Sanctuary, in dem afrikanisches Großwild angesiedelt wurde. 

## Baranggays
Busuanga ist politisch in 17 Baranggays unterteilt.
- Bugtong
- Bulwang
- Burabod
- Cheey
- Concepcion
- Halsey
- Maglalambay
- New Busuanga (Pob.)
- Old Busuanga
- Panlaytan
- Quezon
- Sagrada
- San Isidro
- San Rafael
- Santo Niño
- Burabod
- Halsey

Quezon wurde im Jahr 2000 wieder als Baranggay hergestellt.